# Житинский, Александр Николаевич
Алекса́ндр Никола́евич Жити́нский (19 января 1941, Симферополь — 25 января 2012, Финляндия) — советский и российский писатель, сценарист, драматург, поэт, журналист, основатель издательства «Геликон Плюс». Автор 12 книг, некоторые из которых посвящены легендам русского рока. Печатался также под псевдонимами Рок-Дилетант, МАССА, maccolit.

## Ранняя биография
Родился 19 января 1941 года в городе Симферополе, в семье военного лётчика, впоследствии генерал-лейтенанта авиации Николая Степановича Житинского (1909—1975) и Антонины Илларионовны Житинской (1912—1994). Кроме Александра, в семье были младший брат Сергей и младшая сестра Наталья.
Во время войны семья была эвакуирована в Куйбышевскую область. Отец воевал на Северном флоте. После войны жили в Таганроге и Порт-Артуре (1946—1948 гг.), позднее в Москве, где Житинский пошёл в школу. В 1954 году после очередного перевода отца семья переезжает во Владивосток. В 1958 году с золотой медалью окончил среднюю школу во Владивостоке. Житинский поступил на электротехнический факультет Дальневосточного политехнического института, затем перевёлся на второй курс Московского авиационного института (радиотехнический факультет), а ещё через год — на факультет радиоэлектроники Ленинградского политехнического института им. М. И. Калинина. Переводы были связаны с переменой места жительства семьи (в связи с сокращением армии и флота, предпринятым в это время Н. С. Хрущёвым, была сокращена должность отца в Москве, и ему нашли место в Ленинграде). В 1965 году с отличием окончил Ленинградский политехнический институт по специальности инженер-электрофизик, затем — аспирантуру (без защиты диссертации), работал младшим научным сотрудником института.

## Литературное творчество
«Литературным творчеством занимался с 1962 года, до середины 1970-х годов писал преимущественно стихи. Первая публикация состоялась в 1969 году. Первое большое прозаическое сочинение написанное в 1971—1972 годах — повесть «Лестница», долго ходила в самиздате, в печати появилась только в 1980 году в сентябрьском номере журнала «Нева». С 1978 года — профессиональный литератор (писатель, сценарист, издатель), с 1979 года — член Союза писателей СССР, с 1986 года — член Союза кинематографистов СССР, с 1991 года — член Союза писателей Санкт-Петербурга.

## Рок-Дилетант
В 1980-е годы принимал активное участие в жизни отечественной рок-музыки, находившейся в андеграунде. Писал статьи под псевдонимом Рок-Дилетант, вёл рубрики «Записки рок-дилетанта» и «Музыкальный эпистолярий» в журнале «Аврора», в 1990 году выпустил книгу «Путешествие рок-дилетанта». В 1984—1988 годах состоял в жюри фестивалей Ленинградского рок-клуба. Выступил организатором двух рок-фестивалей. Осенью 1989 года организовал и провёл в Ленинграде грандиозный девятидневный (16-24 сентября) рок-фестиваль журнала «Аврора», на котором выступило около сотни групп со всей страны. Песни лауреатов конкурса магнитоальбомов журнала «Аврора» были выпущены студией «АнТроп» в виде аудиокассеты. Второй (рождественский) рок-фестиваль «Аврора-90» был проведен 21-23 декабря 1990 года.  После 1991 года от активного участия в отечественном рок-движении отошёл, хотя сохранил дружеские отношения с многими рок-музыкантами. Как писал позднее об этом сам Житинский 
Точнее будет сказать, что смерть Майка в 1991 году как бы подвела черту под активной деятельностью РД, а может быть, и под целым периодом русского рока. Почему так случилось? И были ли на это объективные причины? РД отвечает на этот вопрос утвердительно. К сожалению, того русского рока, который привлек его внимание в начале восьмидесятых — искреннего, честного, бедного, романтического, халявного, бардачного, — более как явления не существует. Сохранились отдельные представители, но не они делают погоду в роке. Странно это, русский рок в том его варианте остался в СССР, он навсегда сохранит название «Red Wave». В России сейчас другой рок — коммерческий, хотя есть и многочисленные любительские группы, желающие пробиться. Но пробиться им можно только коммерчески. 

## Издательская деятельность
В 1991—1992 годах участвовал в организации Международного конгресса-круиза писателей стран Балтийского моря («Волны Балтики»), проходившего с 23 февраля по 10 марта 1992 года, в котором приняли участие 300 писателей из 10 стран. В 1991 году организовал и возглавил издательство «Новый Геликон» («Геликон Плюс» с 1997 года, специализируется на издании произведений сетевых литераторов). Издательство начало активную деятельность в 1993 году, сразу после завершения круиза «Волны Балтики», и к началу 1996 года выпустило в свет около 30 книг, преимущественно современных петербургских авторов. «Новый Геликон» стало одним из первых российских издательств, практиковавших технологию print-on-demand. По собственному признанию

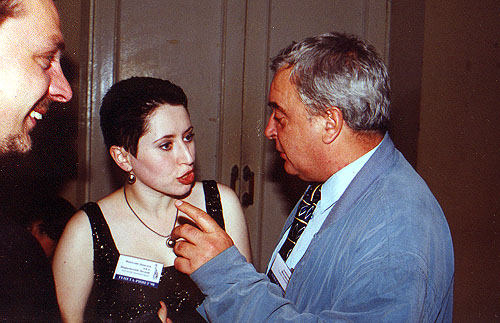
Евгений Горный, Линор Горалик, Александр Житинский на церемонии награждения конкурса «Тенёта-Ринет'98»

«Я не привык писать для денег. Я всегда писал только то, что мне нравилось, а когда за это платили деньги, говорил спасибо. В новых условиях надо было чем-то зарабатывать. Я понимал, что быть литератором коммерческим не могу, да и не хочу… Сейчас надо гнать романы, а я это не люблю и не умею. И решил, что лучше буду издавать, причем издавать своеобразно. <…> Издательство мое живет по большей части на деньги от книг, издаваемых по заказам авторов. Приходит автор, приносит деньги и свою книгу. Я никому не отказываю по причине художественной несостоятельности, ибо я, как официант, выполняю услугу, я не могу одному подавать, а другому — нет».

## Онлайн-проекты в интернете
Житинский — один из пионеров литературных онлайн-проектов в Рунете. Пользователь сети Интернет с осени 1995 года, он в 1996 году организовал и выпустил совместно с фирмой «Невалинк» первый в русском Интернете полностью электронный литературно-художественный альманах «Арт Петербург», охватывавший все виды искусств в Санкт-Петербурге: литературу, музыку, театр, кино, живопись, архитектуру. В мае 1996 года «Арт-Петербург» был представлен на книжной выставке в Санкт-Петербурге. Как писал позднее сам Житинский:
Писатель Даниил Гранин произнёс речь, на демонстрационном экране можно было увидеть первую страницу сайта, публика удивлялась, но врубалась мало. Интернет в России был ещё полной диковиной.
В 1997 году по предложению издательства «Питер», специализирующегося на выпуске компьютерной литературы, Житинский написал книгу-справочник «Жёлтые страницы. Отдых и развлечения» по культурным и развлекательным ресурсам Интернета. В книге, имевшей подзаголовок «Записки web-дилетанта», наряду с другими ресурсами, были даны аннотации первых сайтов рок-групп, уже появившихся в русском Интернете. По следам книги Житинский создал информационный ресурс «Русские кружева» (1997—1998) — ежедневное веб-обозрение, где он выкладывал статьи о том или ином ресурсе русскоязычного Интернета. Ресурс пользовался большой для того времени популярностью, ежедневно его читали несколько сотен человек. В 1997—1998 годах совместно с Леонидом Делицыным провёл сетевой литературный конкурс «Арт-Тенёта», а позже в 1998 году свой собственный «Арт-Лито», председателем жюри которого был Б. Н. Стругацкий. Последний конкурс был организован вместе с Лито им. Лоренса Стерна (1997—2001) — самым известным сетевым проектом Житинского — виртуальным литературным объединением, в котором несколько лет занимались до 70 молодых литераторов со всего мира, пишущих на русском языке. Там начинали свою литературную деятельность такие известные ныне литераторы, как Дмитрий Горчев, Линор Горалик, Дмитрий Коваленин, Вадим Смоленский, Дмитрий Новиков; одно время членом Лито был Баян Ширянов. С апреля 2001 года и до своей смерти Александр Житинский вёл блог в Живом Журнале.
Своеобразным литературным итогом десятилетнего погружения в интернет-среду стал вышедший в 2007 году роман «Государь всея Сети» в котором реальные события переплетены с виртуальными, происходящими в сети Интернет, и с чудесами, происходящими в реальности. В 2008 году роман стал лауреатом АБС-премии в номинации «художественная проза».

## Последние годы

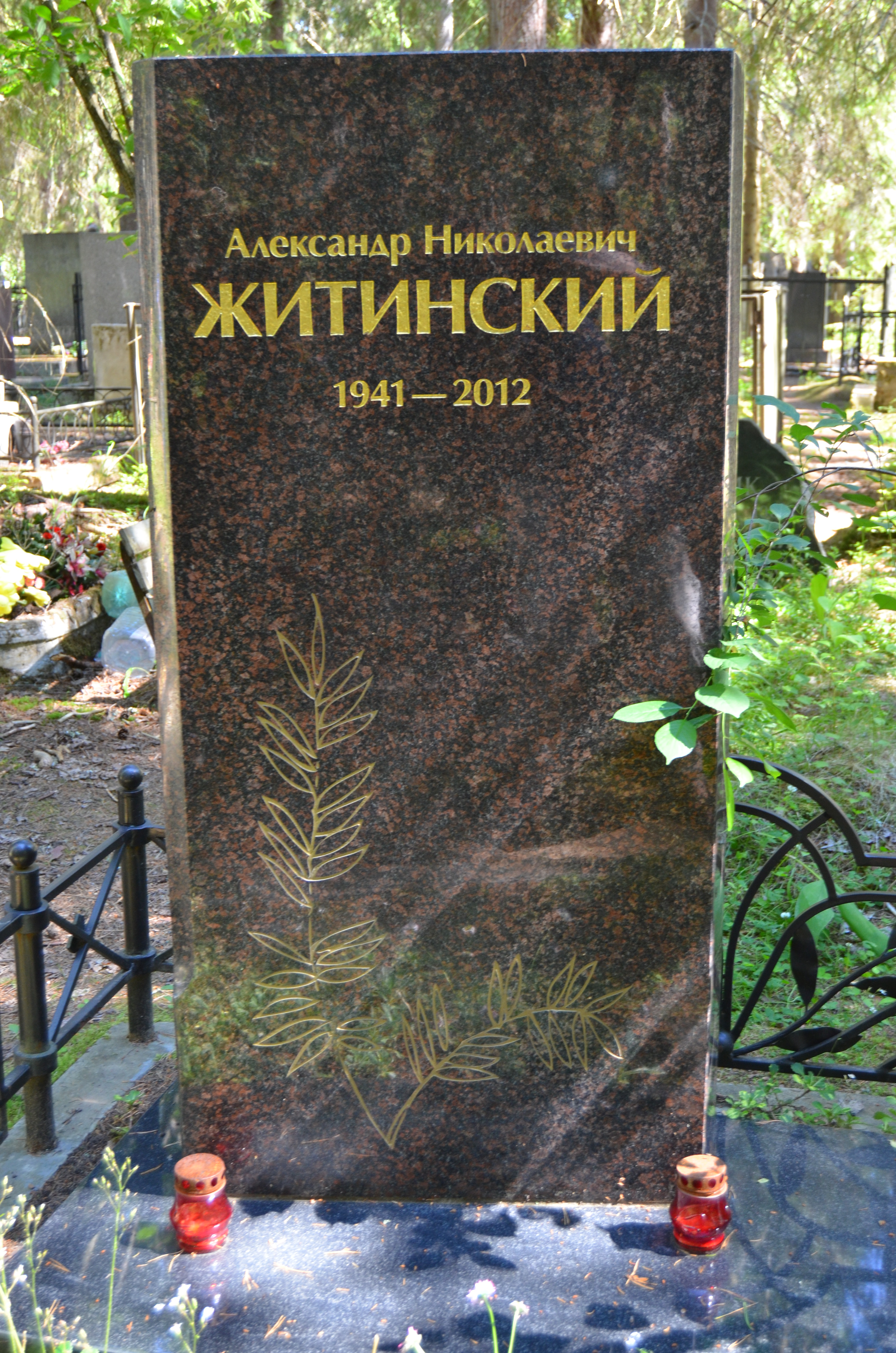
Могила А.Н. Житинского на Комаровском кладбище.

В июле 2007 года возглавил Центр современной литературы и книги в Санкт-Петербурге.
Последнее произведение Житинского – вышедший незадолго до его смерти роман «Плывун», продолжение написанной на 40 лет раньше повести «Лестница».  Борис Стругацкий, которому автор дал прочесть роман, оценил «Плывуна» высоко: «Удача. Есть еще порох в пороховницах! Все печально, и все – правда, и все – про нас, нынешних и несчастных…»
Скоропостижно скончался в Финляндии 25 января 2012 года, куда приехал навестить проживавшего там брата Сергея. Об этом в своём блоге в «Живом журнале» сообщила его дочь Ольга. Похоронен 4 февраля в Комарове.

## Семья
Был женат трижды
- первая жена ( с 1961 г.) 
  - дочь Ольга (род. в 1962 г.)
  - сын Сергей (род. в 1968 г.)
- вторая жена — профессор ЛГИТМиК Елена Викторовна Маркова
  - дочь Александра (род. в 1982 г.)
- третья жена (с 1989 по 2012 г.) — Елена Валентиновна Житинская, директор издательства «Геликон Плюс».
  - дочь Анастасия (род. в 1992 г.)

## Сочинения
Романы
- Потерянный дом, или Разговоры с милордом (1987)
- Предназначение (1987)
- Дитя эпохи (1994)
- Фигня (1997)
- Государь всея Сети (2007)
- Плывун (журнальный вариант 2011, 2012)

- Арсик // Созвездие // От первого лица
- Балерина // Седьмое измерение
- Брат и сестра // Седьмое измерение
- Визит вежливости // Братцы по разуму
- Внук доктора Борменталя // Аврора, 1991, 8
- Гейша // Седьмое измерение
- Глагол «инженер» // Аврора, 1977, 4-5 // Голоса
- Голоса // Наш ровесник // Голоса
- Желтые лошади // Аврора, 1974, 6// Голоса // Седьмое измерение
- Каменное лицо // Седьмое измерение
- Лестница // От первого лица
- Опасения // Седьмое измерение
- Параллельный мальчик
- Подарок // Голоса // Седьмое измерение
- Подданный Бризании // Аврора, 1988, 1-2
- Пора снегопада // Голоса //Седьмое измерение
- Сено-солома // Аврора, 1974, 3 // Голоса
- Снюсь // Нева, 1981, 4 // От первого лица
- Спросите ваши души // Полдень, XXI век, 2005, 1.
- Старичок с Большой Пушкарской // Братцы по разуму
- Страсти по Прометею // От первого лица // Молодой Ленинград
- Стрелочник // Седьмое измерение // Голоса
- Тикли // НиР, 1989, 12 // Седьмое измерение
- Типичный представитель // Звезда, 1991, 4
- Урок мужества // Искусство Ленинграда, 1990, 1 // Седьмое измерение
- Фантастические миниатюры // Молодой Ленинград
- Хеопс и Нефертити // Аврора, 1980, 12 // От первого лица
- Хранитель планеты // Искорка, 1987, 10-12 // Братцы по разуму
- Часы с вариантами // Аврора, 1985, 7-8
- Эффект Брумма // СМ, 1974, 9 //Незримый мост // Голоса // От первого лица
- Эйфелева башня // Седьмое измерение
- Языковой барьер // Аврора, 1987, 5 // Седьмое измерение
- Дитя эпохи (1994) (Цикл повестей и рассказов о младшем научном сотруднике).

### Микрорассказы
- Агент // Седьмое измерение
- Блудный сын // Седьмое измерение
- Бочка Диогена // Седьмое измерение
- Брошка // Седьмое измерение
- Весна // Седьмое измерение
- Волосок // Седьмое измерение
- Вундеркинд // Аврора, 1990, 3 // Седьмое измерение
- Голова // НиР, 1986, 11 // Седьмое измерение
- Голос // Седьмое измерение
- Господь Бог // НиР, 1986, 11 // Седьмое измерение
- Гроссмейстер // Седьмое измерение
- Двери // Седьмое измерение
- Дворник // Седьмое измерение
- Девочка // Седьмое измерение
- День песни // Седьмое измерение
- Дерево // Седьмое измерение
- Дом // Седьмое измерение
- Дуэль // Седьмое измерение
- Жена // Седьмое измерение
- Зонтик // Седьмое измерение
- Интурист // Аврора, 1990, 3 // Седьмое измерение
- Искушение // Седьмое измерение
- Испытатель // Седьмое измерение
- Истребитель лжи // НиР, 1986, 11 // Аврора, 1990, 3 // Седьмое измерение
- Капли // Седьмое измерение
- Капуста // Седьмое измерение
- Катастрофа // Седьмое измерение
- Коллекционер // Седьмое измерение
- Колокол // Седьмое измерение
- Конец света // НиР, 1986, 11 // Аврора, 1990, 3 // Седьмое измерение
- Кроты // Седьмое измерение
- Кувырком // Седьмое измерение
- Ладони // Седьмое измерение
- Лентяй // НиР, 1986, 11 // Седьмое измерение
- Макулатура // Седьмое измерение
- Метро // Аврора, 1990, 3 // Седьмое измерение
- Микроб // Седьмое измерение
- Мудрецы // Седьмое измерение
- Мужик // Седьмое измерение
- Невидимки // Аврора, 1990, 3 // Седьмое измерение
- Объявление // Седьмое измерение
- Ожидание // Седьмое измерение
- Они и мы // Седьмое измерение
- Ординар // Седьмое измерение
- Очередь // Аврора, 1990, 3 // Седьмое измерение
- Очки // Седьмое измерение
- Певец // Седьмое измерение
- Пешеход // Седьмое измерение
- Пират // Седьмое измерение
- Поцелуй // Седьмое измерение
- Проповедь // НиР, 1986, 11 // Седьмое измерение
- Путешествие // Седьмое измерение
- Разговор // Седьмое измерение
- Рецепт // Седьмое измерение
- Седьмое измерение // Седьмое измерение
- Семья // Аврора, 1990, 3 // Седьмое измерение
- Серьга // Седьмое измерение
- Собака // Седьмое измерение
- Состязание // Седьмое измерение
- Стул // Аврора, 1990, 3 // Седьмое измерение
- Счастье // НиР, 1986, 11 // Седьмое измерение
- Таксист // Седьмое измерение
- Телевизор // Седьмое измерение
- Толпа // Седьмое измерение
- Трамвай // Аврора, 1990, 3 // Седьмое измерение
- Удочка // НиР, 1986, 11 // Седьмое измерение
- Фаталист // Седьмое измерение
- Фехтовальщики // Седьмое измерение
- Фига // Седьмое измерение
- Храм // НиР, 1986, 11 // Седьмое измерение
- Хулиганы // Седьмое измерение
- Ценности // Седьмое измерение
- Цирковая лошадь // Седьмое измерение
- Чемодан // Седьмое измерение
- Черт // НиР, 1986, 11 // Седьмое измерение

- «Путешествия рок-дилетанта» (1990, переиздан в 2006) (по определению автора — «музыкальный роман») — Л.: Лениздат, 1990. — 415 с.; ил. — ISBN 5-289-00795-4
- «Виктор Цой. Стихи, документы, воспоминания» (1991, «Новый Геликон», Санкт-Петербург — в соавторстве с Марианной Цой)
- «Альманах рок-дилетанта»[15] (2006)
- Жёлтые страницы Internet. Отдых и развлечения — обозрение культурных и развлекательных ресурсов Internet (1997)
- Житинский А. Цой forever: Документальная повесть. — СПб.: Амфора, 2009. — 509 с. — ISBN 978-5-367-01093-0.

## Фильмография
- 1983 — Уникум
- 1985 — Переступить черту
- 1987 — Время летать
- 1988 — Филиал
- 1989 — Лестница
- 1990 — Когда святые маршируют
- 1995 — Барышня-крестьянка